# استر گراف
استر گراف (انگلیسی: Ester Graff؛ ۱۸۹۷ – ۲۳ ژانویهٔ ۱۹۹۱) از اهالی کسب‌وکار و فمینیست اهل دانمارک بود.
وی از ۱۹۵۲ تا ۱۹۵۸، چهارمین رئیس اتحاد بین‌المللی زنان بود.